# Temporada 1969 del fútbol chileno
La Temporada 1969 del fútbol chileno abarca todas las actividades relativas a campeonatos de fútbol profesional, nacionales e internacionales, disputados por clubes chilenos, y por las selecciones nacionales de este país, en sus diversas categorías, durante el año 1969.

## Torneos locales

### Primera División

#### Tabla final

##### Torneo Metropolitano
| Pos | Equipo               | PJ | PG | PE | PP | GF | GC | Dif | Pts | Bonificación |
| --- | -------------------- | -- | -- | -- | -- | -- | -- | --- | --- | ------------ |
| 1   | Universidad de Chile | 14 | 9  | 5  | 0  | 34 | 16 | 18  | 23  | 5            |
| 2   | Unión Española       | 14 | 6  | 3  | 5  | 28 | 26 | 2   | 15  | 4            |
| 3   | Palestino            | 14 | 5  | 4  | 5  | 20 | 16 | 4   | 14  | 3            |
| 4   | Colo-Colo            | 14 | 6  | 2  | 6  | 36 | 35 | 1   | 14  | 2            |
| 5   | Audax Italiano       | 14 | 5  | 3  | 6  | 32 | 36 | -4  | 13  | 1            |
| 6   | Universidad Católica | 14 | 6  | 1  | 7  | 32 | 36 | -4  | 13  | 0            |
| 7   | Santiago Morning     | 14 | 4  | 3  | 7  | 28 | 31 | -3  | 11  | 0            |
| 8   | Magallanes           | 14 | 3  | 3  | 8  | 16 | 30 | -14 | 9   | 0            |

PJ=Partidos jugados; PG=Partidos ganados; PE=Partidos empatados; PP=Partidos perdidos; GF=Goles a favor; GC=Goles en contra; Dif=Diferencia de gol; Pts=Puntos
|  | Clasifica al Torneo Nacional con puntos de bonificación. |

##### Torneo Provincial
| Pos | Equipo                | PJ | PG | PE | PP | GF | GC | Dif | Pts | Bonificación |
| --- | --------------------- | -- | -- | -- | -- | -- | -- | --- | --- | ------------ |
| 1   | Rangers               | 18 | 7  | 8  | 3  | 25 | 22 | 3   | 22  | 5            |
| 2   | Green Cross-Temuco    | 18 | 8  | 5  | 5  | 32 | 24 | 8   | 21  | 4            |
| 3   | Everton               | 18 | 7  | 6  | 5  | 34 | 25 | 9   | 20  | 3            |
| 4   | Huachipato            | 18 | 6  | 8  | 4  | 25 | 19 | 6   | 20  | 2            |
| 5   | Unión La Calera       | 18 | 7  | 6  | 5  | 21 | 20 | 1   | 20  | 1            |
| 6   | Deportes La Serena    | 18 | 6  | 7  | 5  | 22 | 23 | -1  | 19  | 0            |
| 7   | O'Higgins             | 18 | 3  | 10 | 5  | 23 | 25 | -2  | 16  | 0            |
| 8   | Santiago Wanderers    | 18 | 4  | 8  | 6  | 24 | 27 | -3  | 16  | 0            |
| 9   | Deportes Concepción   | 18 | 5  | 5  | 8  | 16 | 23 | -7  | 15  | 0            |
| 10  | Antofagasta Portuario | 18 | 3  | 5  | 10 | 20 | 34 | -14 | 11  | 0            |

PJ=Partidos jugados; PG=Partidos ganados; PE=Partidos empatados; PP=Partidos perdidos; GF=Goles a favor; GC=Goles en contra; Dif=Diferencia de gol; Pts=Puntos
|  | Clasifica al Torneo Nacional con puntos de bonificación. |

##### Torneo Nacional
Se enfrentan en dos zonas sorteadas entre equipos de Santiago y Provincias. Los 5 primeros del torneo metropolitano y provincial clasifican con puntos de bonificación.
Los 3 primeros de cada zona clasifican a la liguilla final por el campeonato.
Los últimos de cada zona, juegan un repechaje para definir al equipo descendido de la temporada.

###### Zona A
| Pos | Equipo                | PJ | PG | PE | PP | GF | GC | Dif | Pts |
| --- | --------------------- | -- | -- | -- | -- | -- | -- | --- | --- |
| 1   | Colo-Colo             | 18 | 11 | 4  | 3  | 36 | 19 | 17  | 28  |
| 2   | Unión Española        | 18 | 8  | 4  | 6  | 29 | 26 | 3   | 24  |
| 3   | Rangers               | 18 | 7  | 5  | 6  | 26 | 28 | -2  | 24  |
| 4   | Audax Italiano        | 18 | 6  | 7  | 5  | 27 | 23 | 4   | 20  |
| 5   | Everton               | 18 | 5  | 6  | 7  | 30 | 29 | 1   | 19  |
| 6   | Deportes La Serena    | 18 | 6  | 5  | 7  | 24 | 25 | -1  | 17  |
| 7   | O'Higgins             | 18 | 7  | 3  | 8  | 21 | 29 | -8  | 17  |
| 8   | Antofagasta Portuario | 18 | 5  | 6  | 7  | 19 | 27 | -8  | 16  |
| 9   | Magallanes            | 18 | 5  | 5  | 8  | 27 | 34 | -7  | 15  |

PJ=Partidos jugados; PG=Partidos ganados; PE=Partidos empatados; PP=Partidos perdidos; GF=Goles a favor; GC=Goles en contra; Dif=Diferencia de gol; Pts=Puntos
|  | Juega la Liguilla Final.         |
|  | Juega Repechaje por el Descenso. |

###### Zona B
| Pos | Equipo               | PJ | PG | PE | PP | GF | GC | Dif | Pts |
| --- | -------------------- | -- | -- | -- | -- | -- | -- | --- | --- |
| 1   | Santiago Wanderers   | 18 | 11 | 6  | 1  | 37 | 18 | 19  | 28  |
| 2   | Universidad de Chile | 18 | 9  | 2  | 7  | 29 | 23 | 6   | 25  |
| 3   | Green Cross-Temuco   | 18 | 5  | 7  | 6  | 25 | 21 | 4   | 21  |
| 4   | Huachipato           | 18 | 4  | 11 | 3  | 19 | 19 | 0   | 21  |
| 5   | Universidad Católica | 18 | 7  | 5  | 6  | 32 | 30 | 2   | 19  |
| 6   | Palestino            | 18 | 4  | 7  | 7  | 23 | 25 | -2  | 18  |
| 7   | Deportes Concepción  | 18 | 5  | 5  | 8  | 20 | 21 | -1  | 15  |
| 8   | Unión La Calera      | 18 | 4  | 6  | 8  | 21 | 32 | -11 | 15  |
| 9   | Santiago Morning     | 18 | 5  | 2  | 11 | 20 | 36 | -16 | 12  |

PJ=Partidos jugados; PG=Partidos ganados; PE=Partidos empatados; PP=Partidos perdidos; GF=Goles a favor; GC=Goles en contra; Dif=Diferencia de gol; Pts=Puntos
|  | Juega la Liguilla Final.         |
|  | Juega Repechaje por el Descenso. |

##### Liguilla Final
| Pos | Equipo               | PJ | PG | PE | PP | GF | GC | Dif | Pts |
| --- | -------------------- | -- | -- | -- | -- | -- | -- | --- | --- |
| 1   | Universidad de Chile | 5  | 4  | 1  | 0  | 10 | 4  | 6   | 9   |
| 2   | Rangers              | 5  | 3  | 1  | 1  | 10 | 8  | 2   | 7   |
| 3   | Green Cross-Temuco   | 5  | 2  | 1  | 2  | 6  | 4  | 2   | 5   |
| 4   | Unión Española       | 5  | 2  | 1  | 2  | 10 | 11 | -1  | 5   |
| 5   | Colo-Colo            | 5  | 1  | 2  | 2  | 8  | 10 | -2  | 4   |
| 6   | Santiago Wanderers   | 5  | 0  | 0  | 5  | 5  | 12 | -7  | 0   |

PJ=Partidos jugados; PG=Partidos ganados; PE=Partidos empatados; PP=Partidos perdidos; GF=Goles a favor; GC=Goles en contra; Dif=Diferencia de gol; Pts=Puntos
|  | Campeón. Clasifica a la Copa Libertadores 1970. |
|  | Clasifica a la Copa Libertadores 1970.          |
|  | Clasifica a la Pre - Recopa.                    |

##### Campeón
| Universidad de Chile           |
| Universidad de Chile 7º Título |

##### Repechaje por el Descenso
| Pos | Equipo           | PJ | PG | PE | PP | GF | GC | Dif | Pts |
| --- | ---------------- | -- | -- | -- | -- | -- | -- | --- | --- |
| 1   | Magallanes       | 2  | 2  | 0  | 0  | 6  | 2  | 4   | 4   |
| 2   | Santiago Morning | 2  | 0  | 0  | 2  | 2  | 6  | -4  | 0   |

PJ=Partidos jugados; PG=Partidos ganados; PE=Partidos empatados; PP=Partidos perdidos; GF=Goles a favor; GC=Goles en contra; Dif=Diferencia de gol; Pts=Puntos
|  | Desciende a Segunda División. |

| 17 de diciembre de 1969 | Magallanes                                              | 4:1 (1:1) | Santiago Morning | Estadio Nacional, Santiago      |                                 |
| | - H. Luppo 24' - F. Galdámez 62', 65' - J.M. Novo 90+4' |           | A. Vásquez 44'   | Asistencia: 70.022 espectadores | Asistencia: 70.022 espectadores |
| Partido preliminar de Colo Colo vs Santiago Wanderers, por la Primera Fecha de la Liguilla Final del Campeonato Nacional de Fútbol de 1969 |                                                         |           |                  |                                 |                                 |

| 21 de diciembre de 1969 | Santiago Morning   | 1:2 (1:1) | Magallanes     | Estadio Nacional, Santiago                                    |                                                               |
|                         | J.M. Novo 36', 68' |           | A. Vásquez 25' | Asistencia: 5.654 espectadores Árbitro(s): Lorenzo Cantillana | Asistencia: 5.654 espectadores Árbitro(s): Lorenzo Cantillana |

##### Definición Pre-Recopa Sudamericana de Clubes
La Pre-Recopa fue una liguilla oficial disputada en 1970 organizada por la ACF a fin de clasificar al representante chileno a la Recopa Sudamericana de Clubes. Green Cross-Temuco, a diferencia de Unión Española, tenía que ganar los dos partidos de la definición Pre-Recopa para clasificar a la Recopa Sudamericana de Clubes 1970. De ganar un solo partido y ganar la llave en un alargue, la clasificación se definía mediante un cara o cruz.
| Pos | Equipo             | PJ | PG | PE | PP | GF | GC | Dif | Pts |
| --- | ------------------ | -- | -- | -- | -- | -- | -- | --- | --- |
| 1   | Unión Española     | 2  | 2  | 0  | 0  | 5  | 3  | 2   | 6   |
| 2   | Green Cross-Temuco | 2  | 0  | 0  | 2  | 3  | 5  | -2  | 0   |

PJ=Partidos jugados; PG=Partidos ganados; PE=Partidos empatados; PP=Partidos perdidos; GF=Goles a favor; GC=Goles en contra; Dif=Diferencia de gol; Pts=Puntos
|  | Clasificado a la Recopa Sudamericana de Clubes 1970. |

| 6 de febrero de 1970 | Green Cross-Temuco | 1:2 (0:1) | Unión Española                         | Estadio Germán Becker, Temuco  |                                |
|                      | Juan Body 57'      |           | Leonardo Véliz 32' · Eladio Zárate 75' | Asistencia: 7.000 espectadores | Asistencia: 7.000 espectadores |

| 18 de febrero de 1970 | Unión Española                                             | 3:2 | Green Cross-Temuco                             | Estadio San Eugenio, Santiago  |                                |
|                       | Rogelio Farías 6' · Eladio Zárate 48' · Leonardo Véliz 80' |     | Juan Carlos Orellana 10' (pen.) · González 90' | Asistencia: 3.312 espectadores | Asistencia: 3.312 espectadores |

### Ganador
| Chile                    |
| Unión Española 1º título |

### Segunda División

#### Tabla final
| Pos | Equipo                | PJ | PG | PE | PP | GF | GC | Dif | Pts |
| --- | --------------------- | -- | -- | -- | -- | -- | -- | --- | --- |
| 1   | Lota Schwager         | 26 | 17 | 6  | 3  | 47 | 12 | 35  | 40  |
| 2   | Ñublense              | 26 | 14 | 8  | 4  | 37 | 20 | 17  | 36  |
| 3   | San Luis de Quillota  | 26 | 16 | 4  | 6  | 50 | 35 | 15  | 36  |
| 4   | Iberia                | 26 | 11 | 6  | 9  | 51 | 41 | 10  | 28  |
| 5   | Ferroviarios          | 26 | 9  | 8  | 9  | 48 | 46 | 2   | 26  |
| 6   | Unión San Felipe      | 26 | 9  | 8  | 9  | 33 | 40 | -7  | 26  |
| 7   | Municipal de Santiago | 26 | 9  | 7  | 10 | 38 | 40 | -2  | 25  |
| 8   | Coquimbo Unido        | 26 | 8  | 8  | 10 | 37 | 33 | 4   | 24  |
| 9   | Lister Rossel         | 26 | 8  | 8  | 10 | 34 | 32 | 2   | 24  |
| 10  | Universidad Técnica   | 26 | 9  | 5  | 12 | 44 | 52 | -8  | 23  |
| 11  | Naval                 | 26 | 8  | 6  | 12 | 29 | 35 | -6  | 22  |
| 12  | San Antonio Unido     | 26 | 6  | 9  | 11 | 24 | 28 | -4  | 21  |
| 13  | Colchagua             | 26 | 6  | 5  | 15 | 28 | 60 | -32 | 17  |
| 14  | Trasandino            | 26 | 5  | 6  | 15 | 25 | 51 | -26 | 16  |

PJ=Partidos jugados; PG=Partidos ganados; PE=Partidos empatados; PP=Partidos perdidos; GF=Goles a favor; GC=Goles en contra; Dif=Diferencia de gol; Pts=Puntos
|  | Campeón. Asciende a Primera División |
|  | Desciende a su Asociación de origen  |

#### Campeón
| Campeón Lota Schwager Asciende a Primera División |